# Лэндри, Харолд
Харолд Антонио Лэндри III (англ. Harold Antonio Landry III, 5 июня 1996, Спринг-Лейк, Северная Каролина) — профессиональный американский футболист, выступающий на позиции лайнбекера в клубе НФЛ «Теннесси Тайтенс». 

## Биография
Харолд Лэндри родился 5 июня 1996 года в городе Спринг-Лейк в Северной Каролине. В детстве он играл в бейсбол, был многообещающим питчером. В старших классах школы он сосредоточился на футболе, выходил на поле на позициях тайт-энда и ди-энда. После её окончания Лэндри поступил в Бостонский колледж, отклонив предложения спортивной стипендии от нескольких учебных заведений Северной Каролины, университетов штата Огайо и Майами.

### Любительская карьера
В составе команды колледжа Лэндри дебютировал в 2014 году, сыграв в тринадцати матчах. В сезоне 2015 года он выходил на поле в двенадцати играх, одиннадцать из них начал в стартовом составе. Сам Харолд сделал в них 60 захватов, а защита «Иглз» стала лучшей в NCAA по среднему количеству пропущенных за матч ярдов (254,3). Лучший в своей студенческой карьере сезон он провёл в 2017 году, в тринадцати матчах сделав 16,5 сэков и установив рекорд программы, и форсировав 7 фамблов. По обоим этим показателям Лэндри стал лучшим в NCAA. По итогам года он вошёл в состав сборной звёзд конференции ACC, а также претендовал на награду Теда Хендрикса лучшему ди-энду студенческого футбола. После окончания сезона Харолд имел возможность выйти на драфт НФЛ, но в итоге решил остаться в колледже на четвёртый год. В 2017 году он сыграл в восьми матчах, досрочно завершив сезон из-за травмы ноги.

#### Статистика выступлений в NCAA
| Сезон | Команда             | Игры | Захваты | Захваты | Захваты | Захваты | Захваты | Перехваты | Перехваты | Перехваты | Перехваты | Перехваты | Фамблы | Фамблы | Фамблы | Фамблы |
| Сезон | Команда             | Игры | Solo    | Ast     | Tot     | Loss    | Sk      | Int       | Yds       | Y/R       | TD        | PD        | FR     | Yds    | TD     | FF     |
| ----- | ------------------- | ---- | ------- | ------- | ------- | ------- | ------- | --------- | --------- | --------- | --------- | --------- | ------ | ------ | ------ | ------ |
| 2014  | Бостон Колледж Иглз | 13   | 6       | 4       | 10      | 1,5     | 0,0     | 0         | 0         | 0,0       | 0         | 0         | 0      | 0      | 0      | 0      |
| 2015  | Бостон Колледж Иглз | 12   | 38      | 22      | 60      | 16,0    | 3,5     | 0         | 0         | 0,0       | 0         | 0         | 1      | 0      | 0      | 3      |
| 2016  | Бостон Колледж Иглз | 13   | 34      | 16      | 50      | 22,0    | 16,5    | 1         | 20        | 20,0      | 0         | 4         | 0      | 0      | 0      | 7      |
| 2017  | Бостон Колледж Иглз | 8    | 22      | 16      | 38      | 8,5     | 5,0     | 0         | 0         | 0,0       | 0         | 2         | 0      | 0      | 0      | 0      |
| Всего | Всего               | 46   | 100     | 58      | 158     | 48,0    | 25,0    | 1         | 20        | 20,0      | 0         | 6         | 1      | 0      | 0      | 10     |

### Профессиональная карьера
Перед драфтом НФЛ 2018 года Лэндри, по мнению аналитика сайта Bleacher Report Мэтта Миллера, был одним из лучших универсальных защитников, способных играть внешним лайнбекером в схеме 3—4 или пас-рашером в схеме 4—3. Миллер прогнозировал игроку выбор в первом раунде, отмечая, что некоторые из команд могут сомневаться в нём из-за истории травм. Сильными сторонами Лэндри назывались игровой интеллект, подвижность, атлетизм и высокая результативность в период студенческой карьеры. К недостаткам относили маленькие для ди-энда рост и вес, нехватку пробивной мощи, чтобы атаковать линейных нападения по центру.
На драфте Лэндри был выбран «Теннесси Тайтенс» во втором раунде под общим 41 номером. В июне он подписал с клубом четырёхлетний контракт. В своём дебютном сезоне он сделал 44 захвата и 4,5 сэка. Тренеры команды Майк Врейбел и Фрэнк Пираино положительно оценили его прогресс по ходу чемпионата. Перед началом сезона 2019 года Харолд занял позицию стартового внешнего лайнбекера в схеме защиты 3—4. Он стал одним из двух игроков фронта защиты «Тайтенс», которые выходили с первых минут во всех матчах регулярного чемпионата. Также Лэндри стал лучшим в команде с девятью сделанными сэками. Сайт Pro Football Focus включил его в символическую сборную игроков, лучше всех проявляющих себя в ключевые моменты матчей.

#### Статистика выступлений в НФЛ

##### Регулярный чемпионат
| Сезон | Команда          | Игры | Захваты | Захваты | Захваты | Захваты | Захваты | Перехваты | Перехваты | Перехваты | Перехваты | Перехваты | Фамблы | Фамблы | Фамблы | Фамблы |
| Сезон | Команда          | Игры | Solo    | Ast     | Tot     | Loss    | Sk      | Int       | Yds       | Y/R       | TD        | PD        | FR     | Yds    | TD     | FF     |
| ----- | ---------------- | ---- | ------- | ------- | ------- | ------- | ------- | --------- | --------- | --------- | --------- | --------- | ------ | ------ | ------ | ------ |
| 2018  | Теннесси Тайтенс | 15   | 24      | 20      | 44      | 5       | 4,5     | 0         | 0         | 0,0       | 0         | 2         | 0      | 0      | 0      | 1      |
| 2019  | Теннесси Тайтенс | 16   | 43      | 25      | 68      | 12      | 9,0     | 1         | 0         | 0,0       | 0         | 1         | 2      | 0      | 0      | 1      |
| 2020  | Теннесси Тайтенс | 16   | 46      | 23      | 69      | 10      | 5,5     | 1         | 0         | 0,0       | 0         | 5         | 0      | 0      | 0      | 0      |
| Всего | Всего            | 47   | 113     | 68      | 181     | 27      | 19,0    | 2         | 0         | 0,0       | 0         | 8         | 2      | 0      | 0      | 2      |

##### Плей-офф
| Сезон | Команда          | Игры | Захваты | Захваты | Захваты | Захваты | Захваты | Перехваты | Перехваты | Перехваты | Перехваты | Перехваты | Фамблы | Фамблы | Фамблы | Фамблы |
| Сезон | Команда          | Игры | Solo    | Ast     | Tot     | Loss    | Sk      | Int       | Yds       | Y/R       | TD        | PD        | FR     | Yds    | TD     | FF     |
| ----- | ---------------- | ---- | ------- | ------- | ------- | ------- | ------- | --------- | --------- | --------- | --------- | --------- | ------ | ------ | ------ | ------ |
| 2019  | Теннесси Тайтенс | 3    | 5       | 2       | 7       | 1       | 1,0     | 0         | 0         | 0,0       | 0         | 1         | 0      | 0      | 0      | 0      |
| Всего | Всего            | 3    | 5       | 2       | 7       | 1       | 1,0     | 0         | 0         | 0,0       | 0         | 1         | 0      | 0      | 0      | 0      |